# Энеис Аммосова
Энеис Аммосова (лат. Oeneis ammosovi) — бабочка из рода Oeneis в семействе бархатницы.

## Замечания по систематике
Вид был описан по единственному экземпляру из центральной Якутии, пойманному в 1988 году Несмотря на весьма подробное описание, самостоятельность вида некоторыми исследователями была подвергнута сомнению. Видовое название было дано в честь русского энтомолога, исследователя бабочек — Юрия Николаевича Аммосова (1937—1984). Ряд авторов затем отнесли этот вид в ранге подвида к берингийскому Oeneis taygete. С такими выводами соотносился тот факт, что в работе Murayama, 1973 была приведена фотография экземпляра O. taygete, по общему внешнему виду напоминающего Энеис Аммосова. Однако описание O.taygete в работе Дос Пассоса (Dos Passos, 1949) указывает на бабочек несколько другого внешнего вида, и примерно такие же бабочки под таким же названием приведены в монографии Тузова с соавторами (Tuzov et al., 1997). Проведенная в 2003 году ревизия вида подтвердила его видовую самостоятельность.

## Описание
Длина переднего крыла самцов — 24—26 мм, у самок — 26—32 мм. Передние крылья самца с небольшим глазчатым апикальным пятном-глазком и контрастным андрокониальным пятном, идущим от анальной жилки вверх до основания жилки М1, далее заходящим в центральную ячейку. Задние крылья на нижней стороне с выраженной срединной перевязью, окаймленной беловатым цветом, и с глазчатым пятном, располагающимся между жилками Cu1 и Cu2. Жилки на нижней стороне задних крыльях беловатые, резко выделяющиеся на общем фоне. Крылья самки сверху темно-коричневого цвета. На передних крыльях кроме апикального глазка имеется дополнительный между жилками Cu1 и Cu2. Задние крылья на верхней стороне у глазка между кубитальными жилками имеют рыжеватый оттенок. Снизу крылья самки более темные, чем у самца, а задние с ограниченной белым цветом тёмной перевязью и выделяющимися светлыми жилками.

## Ареал
Эндемик России — Центральная Якутия, северо-восток Читинской области, северо-запад и запад Амурской области. В Амурской области известен из трех точек на территории Сковородинского (Урушинский хребет) и Тындинского (окрестности города Тында и посёлка Усть-Нюкжа) районов .

## Биология
Биология вида не изучена. Бабочки встречаются в условиях светлохвойной тайги, причём типичными местами обитания служат мари. В горах этот вид не встречается, и по типу биотопической относится к лесным видам. Время лёта бабочек — вторая декада июня и, вероятно, до первой декады июля.